# Марсело Валле Сильвейра Мелло
Марсело Валле Сильвейра Мелло (род. 9 августа 1985 года в Бразилии) — бразильский хакер. В 2018 году он был арестован во время проведения «Оперы Бравады» за подстрекательство к насилию. В настоящее время он отбывает 41-летний тюремный срок.
Мелло, бывший студент факультета информационных технологий, пропагандировал акты насилия и публикацию изображений убийств и педофилии с 2005 года, когда он был активен в социальной сети Orkut. В 2009 году он стал первым бразильцем, который публично выступал в интернете за преступления на почве ненависти и расизма, и был обвинен за это. Он был приговорен к одному году и двум месяцам лишения свободы, но остался на свободе, так как его адвокаты заявили о невменяемости. Предположительно, он поддерживал контакты с Веллингтоном Менезесом де Оливейрой, который убил 12 детей в муниципальной школе Тассо да Силвейра в Реаленго, Рио-де-Жанейро, во время массового убийства в Реаленго в 2011 году.
Мелло был арестован в 2012 году, освобожден в 2013 году и снова задержан в 2018 году, когда он жил в Куритибе. В течение нескольких лет он угрожал и нападал на аргентинку Долорес Аронович, профессора Федерального университета Сеара, которая осуждала практику Мелло. Действия Ароновича вызвали Закон 13.642/2018, известный как Lei Lola, который был принят в 2018 году и наделил федеральную полицию полномочиями расследовать случаи женоненавистничества в интернете.